# Le Désir (film, 1975)
Pour les articles homonymes, voir Le Désir.
Pour plus de détails, voir Fiche technique et Distribution.
Le Désir est un film français, réalisé par Jean-François Davy, sorti en salle le 7 mai 1975[réf. nécessaire].

## Fiche technique
- Titre : Le Désir
- Réalisation : Jean-François Davy
- Scénario : Jean-François Davy, André Ruellan et Daniel Geldreich
- Musique : Alain Reeves
- Photographie : Roger Fellous
- Pays d’origine :  France
- Production : Contrechamp
- Distribution : Société Nouvelle de Doublage
- Langues : français
- Format : couleur — 35 mm — son monophonique
- Genre : érotique
- Durée : 84 minutes
- Dates de sortie :       
  - France : 7 mai 1975[réf. nécessaire]
  - France : 13 aout 1975

## Distribution
- Albane Navizet : Isabelle
- Gilles Millinaire : Yves
- Jean Roche : Thierry
- Orlane Paquin : Claire
- Pierre Oudrey : Serge
- Natacha Karenoff : Solange
- Virginie Vignon: Prune
- Bouboule : Richard
- Mona Heftre : Carole
- Joëlle Cœur : Cécile
- Yvan Jullien : Franck

## À propos du film
Avec Le Désir, Jean-François Davy quittait le registre de l'humour, mais persévérait dans son approche du cinéma érotique : utiliser l'érotisme comme un genre majeur.